# Chanel Terrero
Chanel Terrero Martínez (l'Havana, 28 de juliol de 1991), coneguda artísticament com a Chanel, és una actriu, cantant i ballarina catalanocubana. Des dels tres anys resideix a Olesa de Montserrat (Baix Llobregat). El 29 de gener de 2022 va ser escollida al Benidorm Fest com a representant espanyola al Festival de la Cançó d'Eurovisió 2022, el maig a Torí, amb la cançó «SloMo» on va acabar en tercera posició.

## Biografia
Nascuda a la capital cubana, a l'edat de 3 anys la família es va traslladar a Olesa de Montserrat. Des dels nou anys, va rebre classes de cant i actuació, i classes de ballet segons el sistema de la Royal Academy of Dance. Els seus estudis de dansa inclouen aprenentatge amb figures del ball com Victor Ullate, Coco Comín o Gloria Gella. Amb 16 anys començava a donar les primeres passes en el món del teatre.
Chanel es va mudar a Madrid per començar la seva carrera com a actriu. Es va donar a conèixer al llarg de la dècada del 2010 participant en musicals com Mamma Mia!, Flashdance, El guardaespatlles i El Rei Lleó. La seva carrera compta amb nombroses actuacions en la petita i la gran pantalla a nivell nacional i internacional. El 2010, va ballar amb Shakira en l'actuació de la cantant colombiana als MTV Europe Music Awards. Va participar com a ballarina al popular programa Tu cara me suena.
El desembre del 2021, es va anunciar que seria un dels catorze participants del Benidorm Fest 2022, l'esdeveniment celebrat per seleccionar el representant d'Espanya al Festival de la Cançó d'Eurovisió, on va interpretar el tema «SloMo». Després de fer-se amb el primer lloc a la primera semifinal el 26 de gener de 2022, va obtenir el nombre més gran de punts també en la final del 29 de gener, convertint-se en la representant espanyola d'Eurovisió a Torí (Itàlia). No obstant això, es va generar una enorme polèmica per la votació del jurat que li va donar la victòria mentre que el vot popular i demoscòpic va triomfar Tanxugueiras.
El 14 de maig va actuar en la gran final del festival, celebrada a Torí i va obtenir el tercer lloc amb 459 vots (231 del jurat i 228 del televot). Va aconseguir el rècord de punts d'Espanya al festival i la millor posició d'aquest país des de l'any 1995.

## Filmografia

### Cinema
| Any  | Títol               | Paper             | Direcció           |
| ---- | ------------------- | ----------------- | ------------------ |
| 2011 | Fuga de cerebros 2  |                   | Carlos Therón      |
| 2015 | El rey de La Habana | Agustí Villaronga |                    |
| 2018 | El último invierno  |                   | Julio de la Fuente |

### Curtmetratges
- La llorona (2019), dirigit per Ismael Olivares

### Televisió

#### Sèries
| Any             | Títol                      | Canal          | Personatge       | Notes        |
| --------------- | -------------------------- | -------------- | ---------------- | ------------ |
| 2011            | Águila Roja                | TVE            |                  | 1 episodi    |
| 2014            | B&b, de boca en boca       | Telecinco      | Sira Lindo       | 1 episodi    |
| 2015            | Los nuestros               | Telecinco      | Gloria           | 2 episodis   |
| 2015 - 2016     | Gym Tony                   | Cuatro         | Deisy            | 236 episodis |
| 2017            | Centro médico              | TVE            | Gloria           | 1 episodi    |
| 2017            | iFamily                    | TVE            | Isa              | 8 episodis   |
| 2017            | El secreto de Puente Viejo | Antena 3       | Lucía Torres     | 62 episodis  |
| 2017            | Perdóname, Señor           | Telecinco      | Sibebi           | 4 episodis   |
| 2017            | La peluquería              | TVE            | Guadalupe "Lupe" | 238 episodis |
| 2018            | Cupido                     | Playz          | Venus            | 6 episodis   |
| 2018            | El Continental             | TVE            | Julieta          | 10 episodis  |
| 2018            | Wake Up                    | Playz          | Deborah          | 6 episodis   |
| 2020            | Paratiisi                  | YLE            | Limón            | 2 episodis   |
| 2021            | Convecinos                 | Movistar Plus+ | Isla             | 3 episodis   |
| 2022 - presente | El inmortal                | Movistar Plus+ |                  | ¿? episodis  |

#### Programes
- Tu cara me suena
- Benidorm Fest 2022
- Festival de la Cançó d'Eurovisió 2022